# Filosofia della biologia
La filosofia della biologia può essere considerata una sotto-branca della filosofia della scienza che si occupa di tematiche relative alle scienze biologiche e biomediche. Sebbene generalmente i filosofi siano stati storicamente interessati alla biologia (ad esempio Aristotele, Cartesio e persino Kant), la filosofia della biologia è emersa come disciplina autonoma solo tra la fine degli anni sessanta e l'inizio degli anni settanta.
La filosofia della biologia può discutere su alcuni sotto-campi della biologia: genetica, teoria dell'evoluzione, biologia dello sviluppo, ecologia, immunologia, esobiologia, ecc. Il suo approccio consiste nel mettere in discussione concetti e paradigmi scientifici contemporanei al fine di svolgere un compito di chiarificazione concettuale che può portare a mettere in discussione alcuni concetti usati dalla biologia classica.
I filosofi della biologia possono anche svolgere un lavoro di ricerca atto a costruire connessioni o evidenziare tensioni che esistono tra diverse specialità della biologia, come quelle esistenti tra biologia dello sviluppo e biologia evolutiva. La filosofia della biologia intende lavorare al fianco degli scienziati, sforzandosi di essere pienamente informata sui recenti sviluppi della biologia a cui intende fornire un contributo di riflessione e discussione.

## Caratteristiche
Alcune domande alle quali i filosofi della biologia tentano di rispondere sono:
- "Cos'è un organismo vivente? Cos'è la vita?"
- "Cos'è una specie biologica?"
- "Com'è possibile la razionalità, date le nostre origini biologiche?"
- "Come coordinano gli organismi i loro comportamenti comuni?"
- "Cos'è la selezione naturale e come opera in natura?"
- "Da dove derivano la logica e il linguaggio?"
- "Qual è la base biologica della coscienza? Che rapporti ci sono tra mente e cervello?"
- "Quali sono le basi biologiche di etica ed estetica?"

## Il problema del vivente nella filosofia della biologia
Secondo la teoria biologica gli organismi viventi si caratterizzano per la loro sensibilità e la loro attività autonoma. Queste derivano dalle dinamiche interne proprie del metabolismo: l'essere vivente è un corpo che costituisce la propria sostanza da solo, traendone gli elementi dall'ambiente. Da questo fenomeno di assimilazione derivano tutti gli altri fenomeni specifici degli esseri viventi: la rigenerazione e il rinnovamento dei loro tessuti, la riproduzione e lo sviluppo dell'organismo e infine si evolvono nel tempo attraverso l'acquisizione di diversi organi e facoltà. Gli esseri viventi mantengono, preservano e quindi arricchiscono la propria organizzazione. A livello di specie, gli esseri viventi sono diventati sempre più complessi negli ultimi 3,5 miliardi di anni.
Il problema per la filosofia della biologia dunque è stabilire se, come conseguenza delle sue peculiarità, la vita sia qualcosa di fondamentalmente diverso dalla materia inanimata oppure no. Ci sono tre posizioni di base su questo:
- La corrente vitalista sostiene che la vita sia il prodotto di una forza vitale, simile alla forza di gravità ma specifica solo degli esseri viventi. Il vitalismo è originariamente di ispirazione materialista: cerca di comprendere gli esseri viventi come fenomeni fisici in un momento in cui i mezzi di indagine scientifici non ci consentono di comprendere le sorgenti fisico-chimiche della vita. A partire dal diciannovesimo secolo, tuttavia, i filosofi vitalisti si sono orientati verso concezioni idealiste, psichiste o addirittura mistiche della vita.
- La corrente meccanicista ritiene che l'essere vivente non sia altro che una particolare forma di materia. Gli organismi viventi sarebbero simile a macchine molto complesse che basterebbe analizzare in dettaglio per comprenderne, nel corso del tempo e con tecniche sempre più dettagliate, il funzionamento. Queste tesi, di stampo profondamente materialistico, sono condivise anche da teorici creazionisti, che vedono la vita come qualcosa di creato da Dio (cfr. la teologia naturale di William Paley). Allo stesso modo, la teoria della selezione naturale di Charles Darwin concepisce l'essere vivente come una macchina, teoria che lo stesso Darwin prende dalla teologia e introduce nella scienza biologica[1].
- La corrente organicista ritiene che l'essere vivente sia il prodotto di una particolare organizzazione della materia. Il nome di questa corrente è stato coniato da Ludwig von Bertalanffy negli anni '30, ma in realtà questo approccio alla filosofia della vita è molto precedente: in particolare, Lamarck sviluppa la teoria dell'essere vivente nella sua Filosofia zoologica nel 1809 proprio a partire da un impianto organicista.

## Riduzionismo, olismo, e vitalismo
Una questione cruciale nella filosofia della biologia è se possano esserci o meno leggi biologiche distinte così come esistono leggi fisiche distinte.
La tesi fondamentale del riduzionismo scientifico è che i processi biologici si riducano a processi di livello superiore, ossia fenomeni fisici e chimici, "riducendo" appunto la biologia a una chimica applicata. Ad esempio, il processo biologico della respirazione è spiegato dal riduzionismo come un processo biochimico che coinvolge ossigeno e anidride carbonica. Alcuni filosofi della biologia hanno tentato di rispondere alla domanda se tutti i processi biologici si riducano a quelli fisici o chimici. Dal punto di vista riduzionista, quindi, non ci sarebbero leggi specificamente biologiche.
La corrente olista si concentra sui processi di livello superiore, fenomeni a un livello più ampio che si verificano a causa del modello di interazioni tra gli elementi di un sistema nel tempo. Ad esempio, per spiegare perché una specie di uccello sopravviva a una siccità mentre altre muoiono, il metodo olistico esamina l'intero ecosistema: ridurre un ecosistema alle sue parti in questo caso sarebbe meno efficace nello spiegare il comportamento generale (in questo caso, la diminuzione della biodiversità). Per i filosofi olisti, così come i singoli organismi devono essere compresi nel contesto dei loro ecosistemi, allo stesso modo i processi biologici di livello inferiore devono essere compresi nel contesto più ampio dell'organismo vivente a cui prendono parte. I sostenitori di questo punto di vista citano la nostra crescente comprensione della natura multidirezionale e multistrato della modulazione genica (compresi i cambiamenti epigenetici) come un'area in cui una visione riduzionista è inadeguata per raggiungere una spiegazione completa.
Tutti i processi negli organismi viventi obbediscono alle leggi fisiche, ma alcuni teorici sostengono che ci sia una differenza tra processi inanimati e biologici: tale differenza consiste nel fatto che l'organizzazione delle proprietà biologiche è soggetta al controllo di informazioni codificate. Ciò ha portato alcuni biologi e filosofi (ad esempio Ernst Mayr e David Hull) a tornare sulle riflessioni strettamente filosofiche di Charles Darwin per risolvere alcuni dei problemi che dell'impiego di una filosofia della scienza derivata dalla fisica classica: l'approccio positivista utilizzato dalla fisica classica enfatizzava un determinismo troppo rigoroso e portò alla scoperta di leggi universalmente applicabili, verificabili nel corso dell'esperimento. Ma è difficile per la biologia, al di là di un livello microbiologico di base, utilizzare questo approccio. La filosofia della scienza standard sembra tralasciare molto di ciò che caratterizza gli organismi viventi, vale a dire la componente storica sotto forma di un genotipo ereditato.
Anche nell'ambito della filosofia della biologia è stata discussa la nozione di teleologia. Alcuni teorici hanno sostenuto che alla biologia non serve una nozione di teleologia in grado di spiegare e prevedere l'evoluzione, poiché la teoria di Darwin svolge già questa funzione. Tuttavia speculazioni teleologiche relative a scopo o a funzione degli organismi e dei processi sono rimaste utili in biologia, ad esempio, per spiegare la configurazione strutturale delle macromolecole e lo studio della cooperazione nei sistemi sociali. Chiarendo e restringendo l'uso del termine "teleologia" per descrivere e spiegare sistemi controllati rigorosamente da programmi genetici o altri sistemi fisici, le questioni teleologiche possono essere inquadrate e investigate rimanendo al livello della natura fisica di tutti i processi organici sottostanti. Mentre alcuni filosofi affermano che le idee di Charles Darwin hanno posto fine agli ultimi resti della teleologia in biologia, la questione continua a essere dibattuta.

## Biologia ed Etica
Diversi teorici, come ad esempio Sharon Street, affermano che la teoria biologica evolutiva contemporanea crea un "dilemma darwiniano" per i teorici realisti: per il realismo, infatti, esiste una realtà morale indipendentemente dai nostri schemi concettuali, dalle nostre pratiche linguistiche, dalle nostre credenze, ma per Sharon Street è improbabile che i nostri giudizi valutativi sulla moralità riescano a tenere traccia di qualcosa di vero nel mondo se è il mondo stesso a evolvere. Piuttosto, dice, è probabile che nel corso della storia della specie umana si siano selezionati quei giudizi morali e quelle intuizioni in grado di promuovere la nostra idoneità riproduttiva, e non c'è alcuna base per pensare che si possano essere selezionate anche intuizioni morali "vere".

## Approcci differenti alla biologia
La stragrande maggioranza dei filosofi della biologia di lingua inglese lavorano all'interno della tradizione anglo-americana della filosofia analitica, così come c'è una corrente di lavoro della filosofia continentale che cerca di affrontare questioni derivanti dalla scienza biologica. Le difficoltà di comunicazione che intercorrono tra queste due tradizioni sono piuttosto radicate. 
Alcuni autori come Gerhard Vollmer sono spesso considerati come un ponte tra le due tradizioni: nonostante si sia formato e viva in Germania, Vollmer condivide in gran parte l'approccio della tradizione anglo-americana, in particolare del pragmatismo, ed è noto per aver approfondito l'idea di epistemologia evoluzionistica di Konrad Lorenz e Willard Van Orman Quine . 
Sul fronte continentale, uno studioso che ha tentato di approcciare la filosofia della biologia è Hans Jonas. La sua opera "Organismo e libertà" si propone coraggiosamente di offrire una "interpretazione esistenziale dei fatti biologici", partendo dalla risposta dell'organismo agli stimoli e terminando con l'uomo che si confronta con l'Universo, e attingendo a una lettura dettagliata della fenomenologia. È improbabile che un simile approccio abbia molta influenza sulla filosofia della biologia tradizionale, ma indica, come il lavoro di Vollmer, l'attuale potente influenza del pensiero biologico sulla filosofia.
Un'altra prospettiva sulla filosofia della biologia si concentra sul modo in cui gli sviluppi nella moderna ricerca biologica e nelle biotecnologie hanno influenzato le idee filosofiche tradizionali sulla distinzione tra biologia e tecnologia, nonché le implicazioni per l'etica, la società e la cultura. Un esempio di questo approccio si può riscontrare nel lavoro del filosofo Eugene Thacker e in particolare nel suo libro Biomedia. Basandosi sulla ricerca contemporanea in campi come la bioinformatica e il biocomputing, nonché sulle ricerche in materia di storia della scienza (in particolare il lavoro di Georges Canguilhem, di Lily E. Kay e di Hans-Jörg Rheinberger), Thacker definisce i biomedia come una ricontestualizzazione informatica di componenti e processi biologici, trasformando e immagazzinando le informazioni all'interndo di composti genetici o proteici. 
Alcuni approcci alla filosofia della biologia includono prospettive provenienti da studi scientifici, tecnologici, antropologia, sociologia della scienza ed economia politica: a queste prospettive ibride si sono dedicati studiosi come Melinda Cooper, Luciana Parisi, Paul Rabinow, Nikolas Rose e Catherine Waldby.

## Filosofi della biologia
- Gregory Bateson
- Henri Bergson
- Donald T. Campbell
- Daniel Dennett
- Georges Canguilhem
- John Dupré
- Peter Godfrey-Smith
- David Hull
- Hans Jonas
- Helen Longino
- Philip Kitcher
- Samir Okasha
- Michael Ruse
- Elliott Sober
- Kim Sterelny
- Robert Wilson

## Biologi con un interesse per gli aspetti filosofici della biologia
- Francisco J. Ayala
- Richard Dawkins
- Stephen Jay Gould
- Ernst Mayr
- Jacques Monod
- Edward O. Wilson